# Wolfgang (Pass)
Als Wolfgang (auch Wolfgangpass genannt) wird ein  1631 m ü. M. hoher Gebirgsübergang im Schweizer Kanton Graubünden bezeichnet, welcher am Kulminationspunkt die Örtlichkeit mit demselben Namen durchquert. Der Pass verbindet Klosters im Prättigau mit Davos im Landwassertal.

## Geographie

Luftbild aus 2500 m von Walter Mittelholzer (1925)

Die Passhöhe liegt auf dem Gebiet der Landschaft Davos. Auf der Kulmination oberhalb der flachen Südrampe (70 Höhenmeter) liegt die zur ehemaligen Fraktionsgemeinde Davos-Dorf gehörende Siedlung (Nachbarschaft) Davos-Wolfgang, weiter südlich der Davosersee.
Entstanden ist der Pass durch einen Bergsturz von der Totalp im Parsenngebiet in prähistorischer Zeit, der zumindest den Flüelabach blockierte, der bis zu jenem Zeitpunkt in Richtung Klosters floss.

## Name
Der Name des Ortes und des Übergangs ist Wolfgang auf der Landeskarte der Schweiz und bei anderen offiziellen und wissenschaftlichen Stellen. Die Bezeichnung Wolfgangpass findet sich beispielsweise in Reiseliteratur und auf Google Earth.

## Verkehr und Tourismus
Über den Pass führt die wintersichere Hauptstrasse 28 sowie die 1890 in Betrieb genommene Bahnstrecke Landquart–Davos Platz der Rhätischen Bahn. Die Höhenangabe bezieht sich ungefähr auf den natürlichen Sattel vor dem Hotel Kulm, welches vor dem Bau der Bahnlinie bestand, während die heutige Strasse noch etwas höher steigt, um die Bahn zu queren.
Noch älter ist die Handelsroute, welche zu Säumerzeiten durch die Landschaft Davos führte; sie kann als kulturhistorischer Fernwanderweg Via Valtellina von Montafon nach Italien verfolgt werden und führt von Norden her am zweiten Tag über den Wolfgang.